# Cladonia verruculosa
Cladonia verruculosa är en lavart som först beskrevs av Edvard Vainio och fick sitt nu gällande namn av Teuvo Ahti. 
Cladonia verruculosa ingår i släktet Cladonia och familjen Cladoniaceae. Inga underarter finns listade i Catalogue of Life.